# Your Star
"Your Star" je pjesma američkog sastava Evanescence s njihova albuma The Open Door. To je ujedno i najdraža pjesma Terryja Balsama na tom albumu i najdraža pjesma Amy Lee za izvođenje uživo. Glavni instrument u pjesmi je klavijatura koju svira Amy.